# Mont Fallère
Le mont Fallère est un sommet des Alpes italiennes, culminant à 3 059 m d'altitude dans le massif du Grand Combin, entre le Valdigne et la vallée du Grand-Saint-Bernard en Vallée d'Aoste.

## Toponymie
Le mont Fallère fut un temps désigné sous le nom de mont Palettaz.
Le nom Fallère fait allusion aux vocables fal et fel désignant une roche élevée, mais également une paroi ou un précipice.

## Géographie
Culminant à 3 059 m d'altitude, le mont Fallère se situe dans un massif délimité par le Valdigne au sud et la vallée du Grand-Saint-Bernard au nord.
Les versants du mont Fallère se présentent sous forme de pentes herbeuses ou rocailleuses : au pied du versant oriental se trouvent les combes d'Arsy et de Flassin, séparées par une crête nord-est.
Les sommets entourant le mont Fallère sont :
- la pointe Leysser (2 785 m) ;
- le mont Vertosan (2 822 m) ;
- le mont Rouge (2 947 m).

Le versant méridional, plutôt aride et nu, est parsemé de quelques lacs. On trouve aux pieds du sommet les lacs suivants :
- le lac Fallère (2 415 m) ;
- le lac des Grenouilles (2 367 m) ;
- le lac Clapin (2 522 m) ;
- le lac Mort (2 638 m) ;
- le lac des Feuilles (2 275 m).

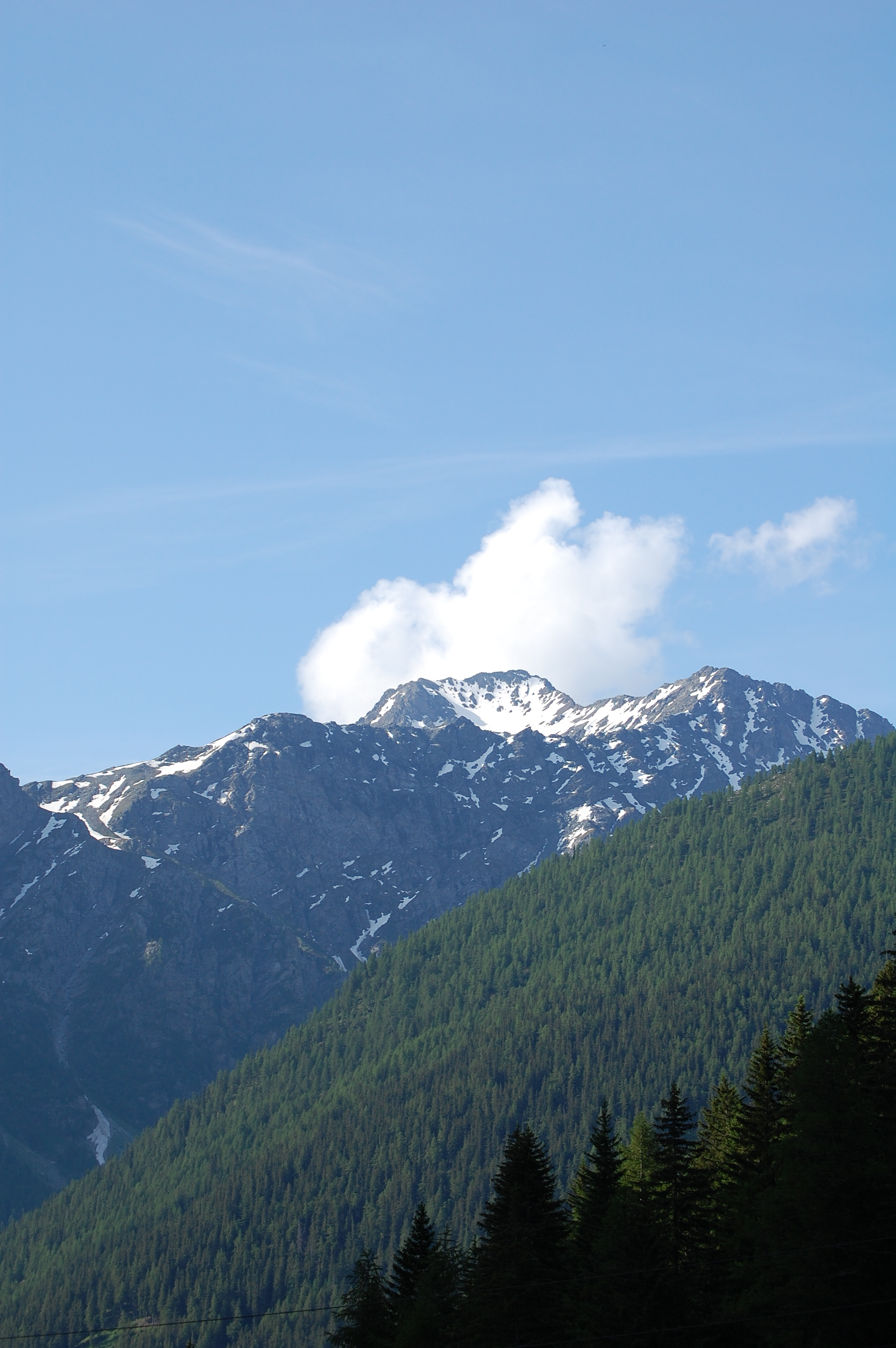
Vue du versant nord depuis Saint-Rhémy-en-Bosses.
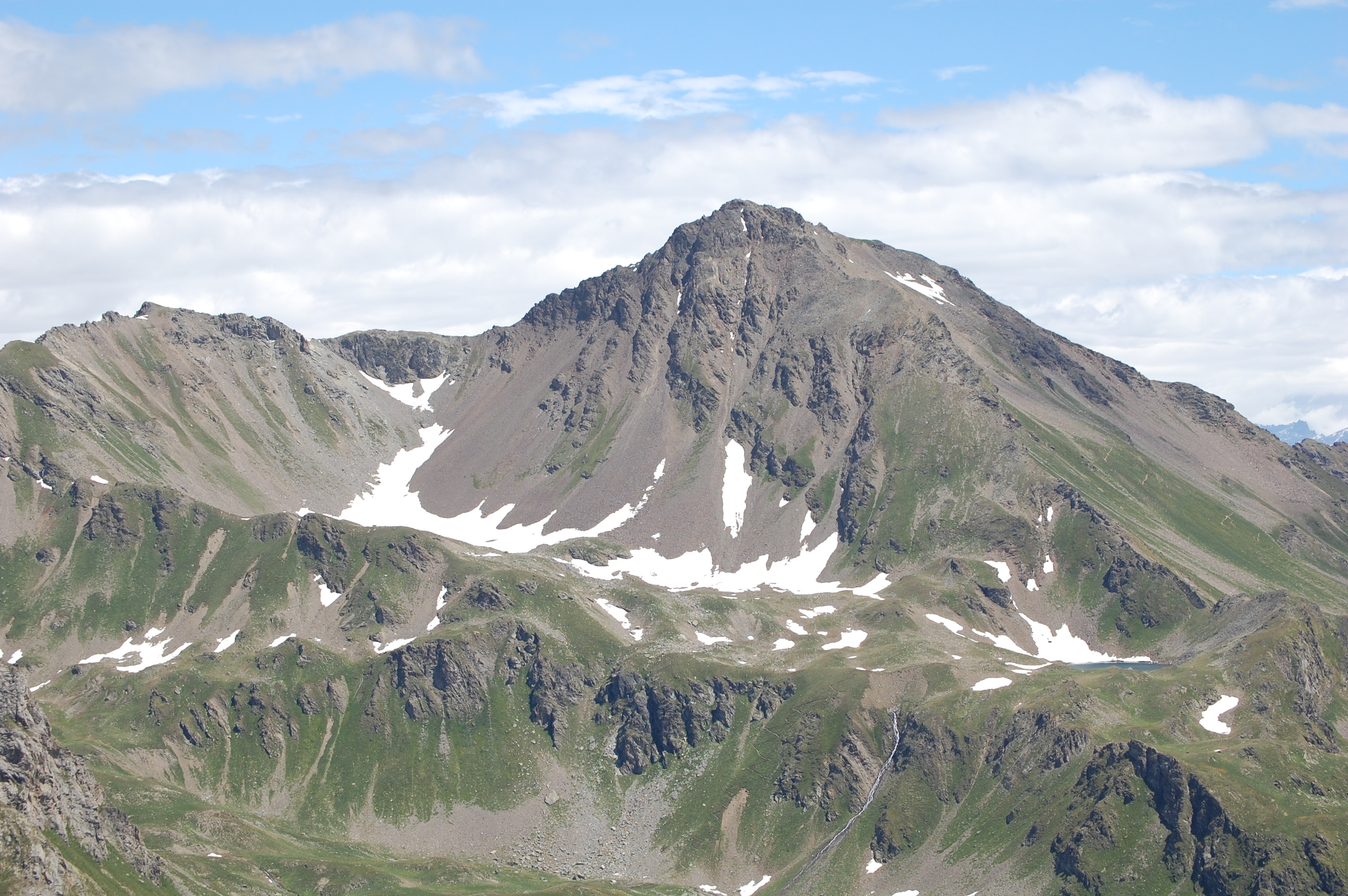
Vue du versant ouest depuis la Pointe Leysser.
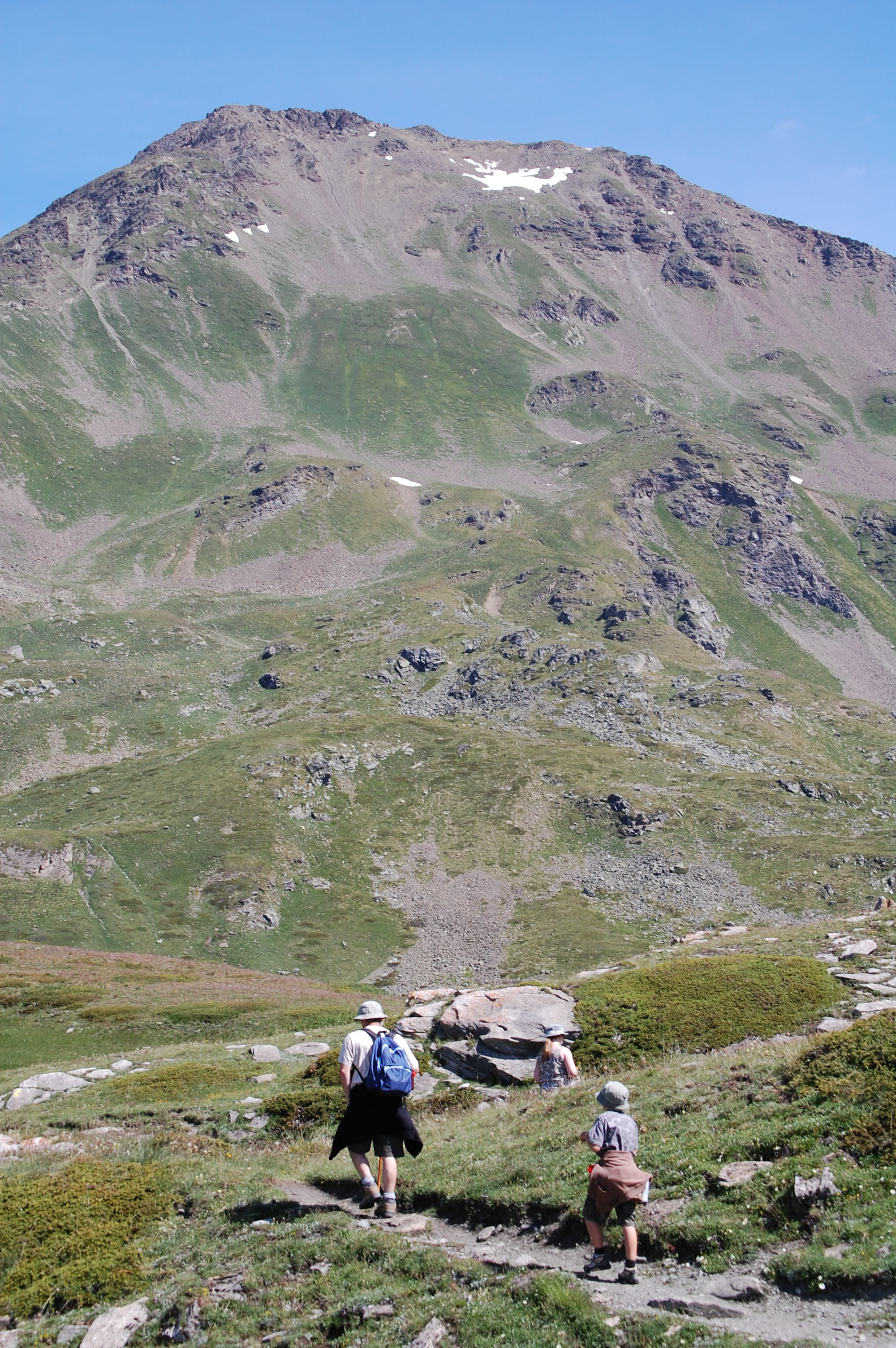
Vue du versant sud depuis la combe de Vétan (Saint-Pierre).

## Histoire
Des campagnes récentes de fouilles archéologiques, effectuées dans des tourbières au pied du Fallère, laissent présumer d'une forte activité humaine, datant de l'âge du cuivre.
Jouissant d'un vaste panorama, la section valdôtaine du Club alpin italien décida d'y construire en 1884 un refuge dédié à la Reine Marguerite de Savoie, à 2 962 m d'altitude. La cabane tomba en ruines et fut définitivement abandonnée en 1910. Le nouveau refuge du Mont-Fallère a été achevé en 2012, à 2 385 m d'altitude.
Le 19 janvier 2003, une avalanche entraîna la chute de neuf ski-alpinistes, dont quatre périrent.

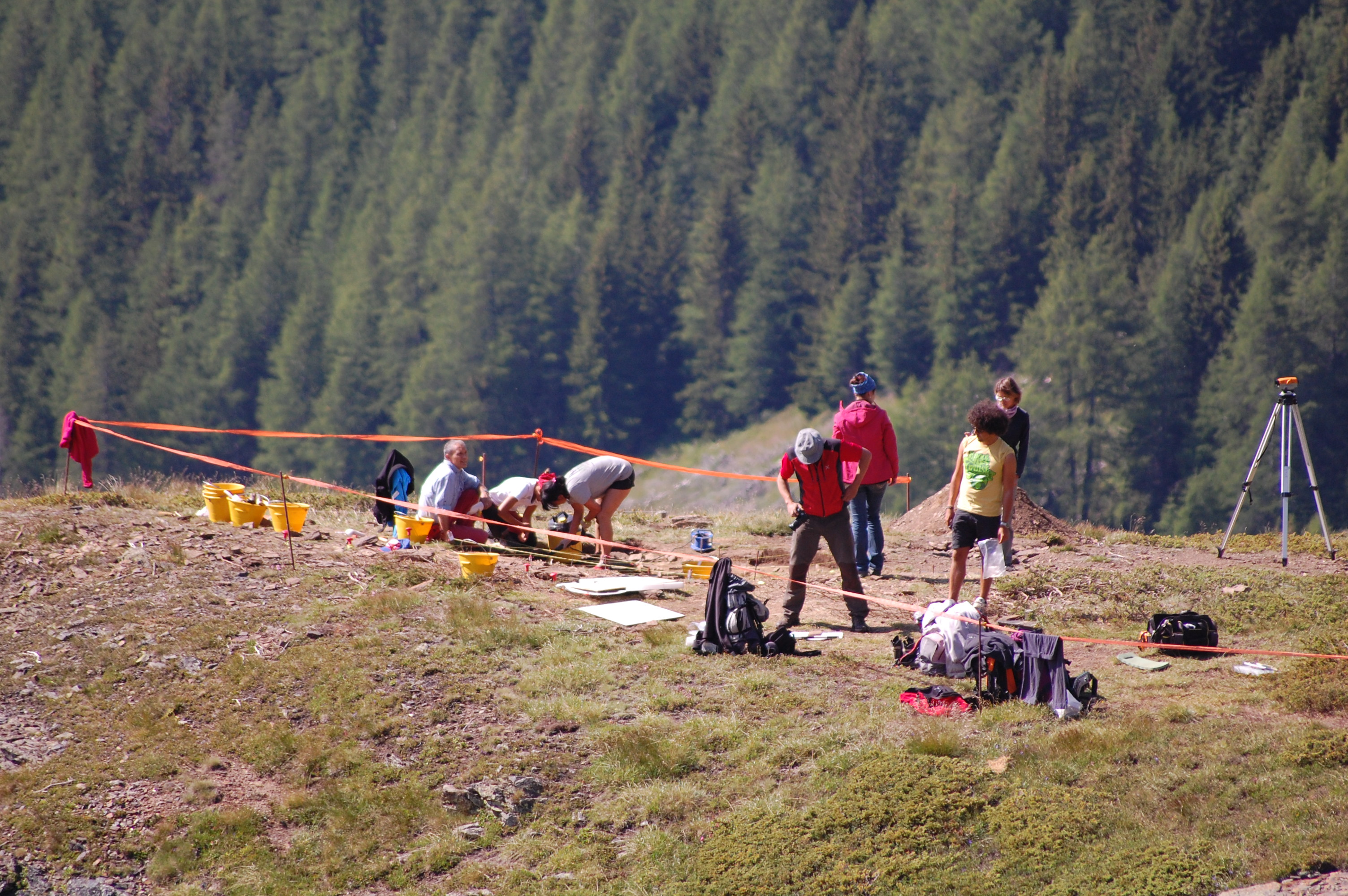
Fouilles archéologiques effectuées au pied du mont Fallère.
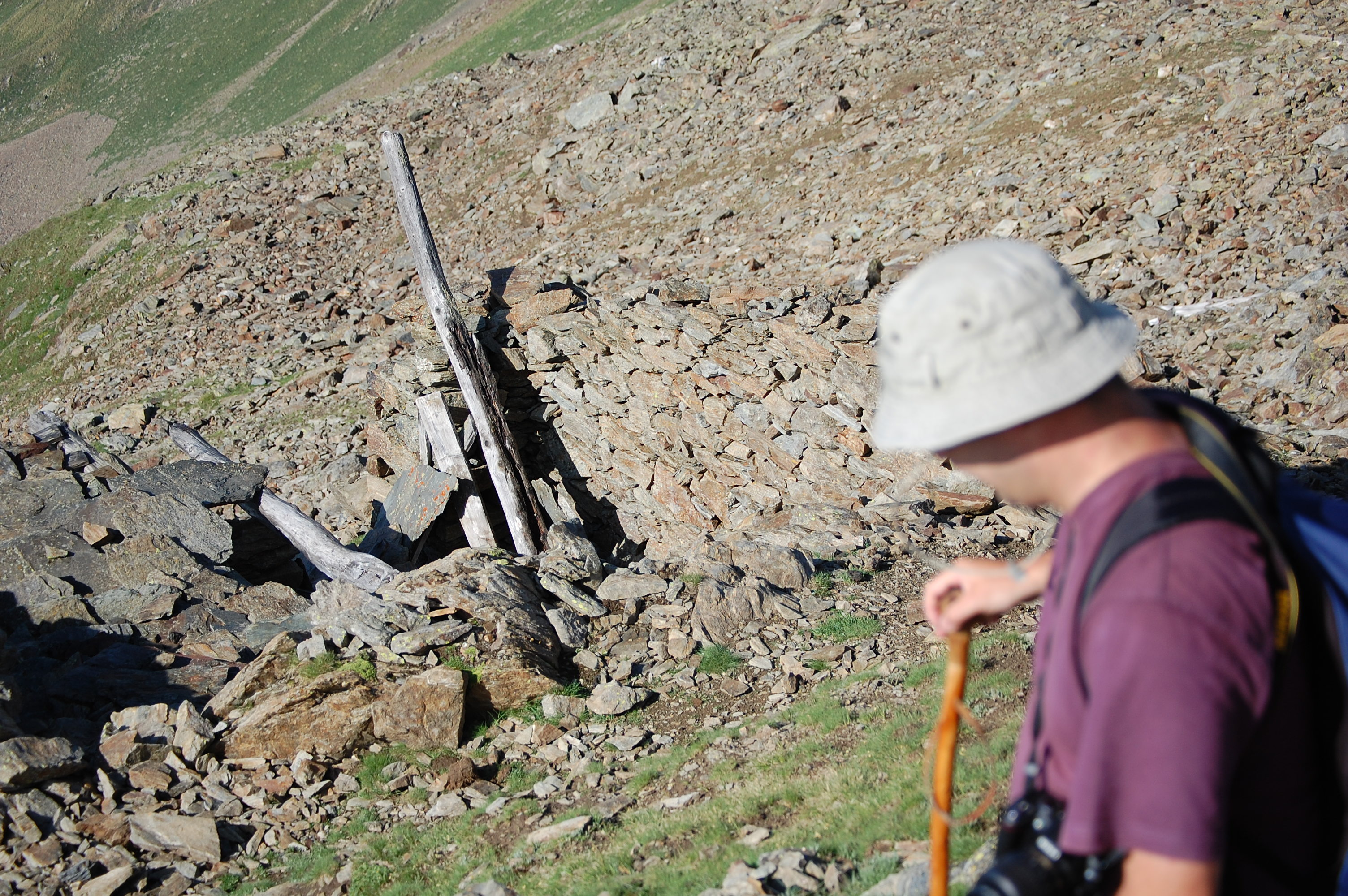
Ruines de la cabane Marguerite.
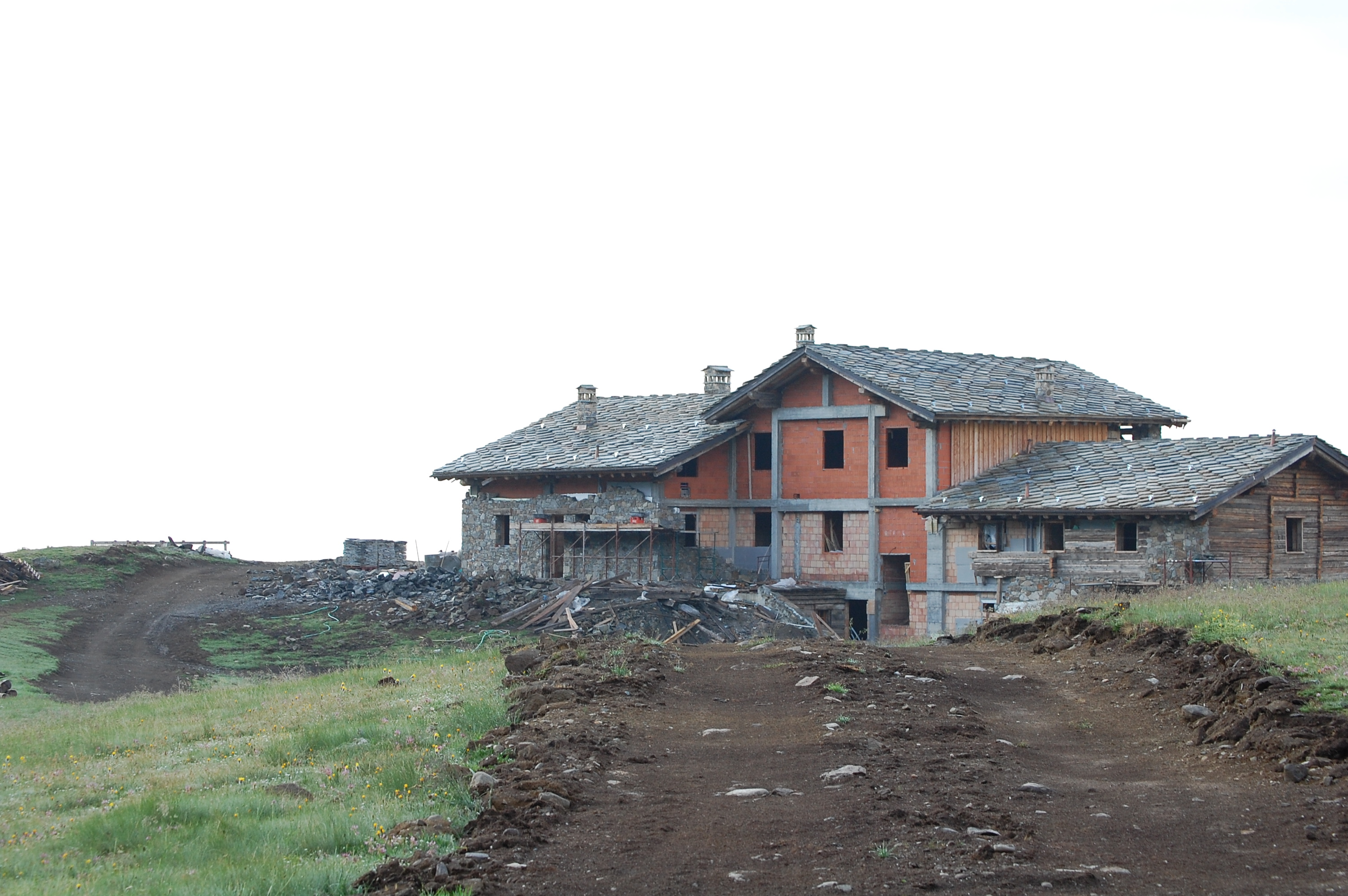
Le refuge Fallère en construction (2010).

## Ascension
Le départ de l'ascension peut se faire depuis la localité Thouraz (1 652 m), sur la commune de Sarre, ou depuis le village de Vétan, sur la commune de Saint-Pierre. Un balisage a récemment été mis en place.
Le parcours relève de la randonnée (difficulté E pour Escursionistico selon la classification italienne des niveaux de difficulté).
Depuis 2015, le massif se situe sur le parcours du Tour du Mont Fallère.
Des cols importants permettent de gagner les vallées attenantes :
- col de Fenêtre (2 728 m) ;
- col de Vertosan (2 806 m).

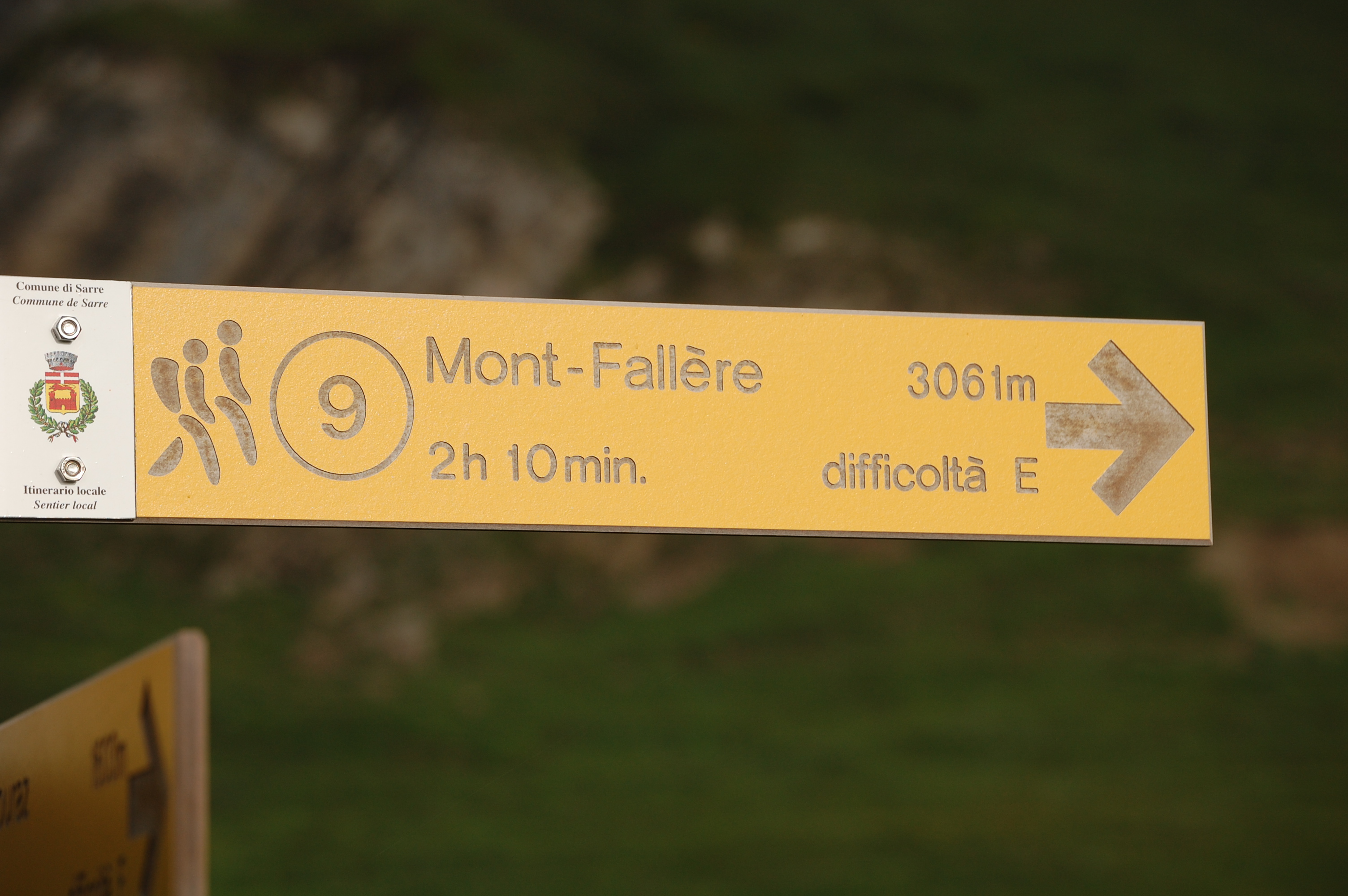
Balisage sur le chemin du mont Fallère.
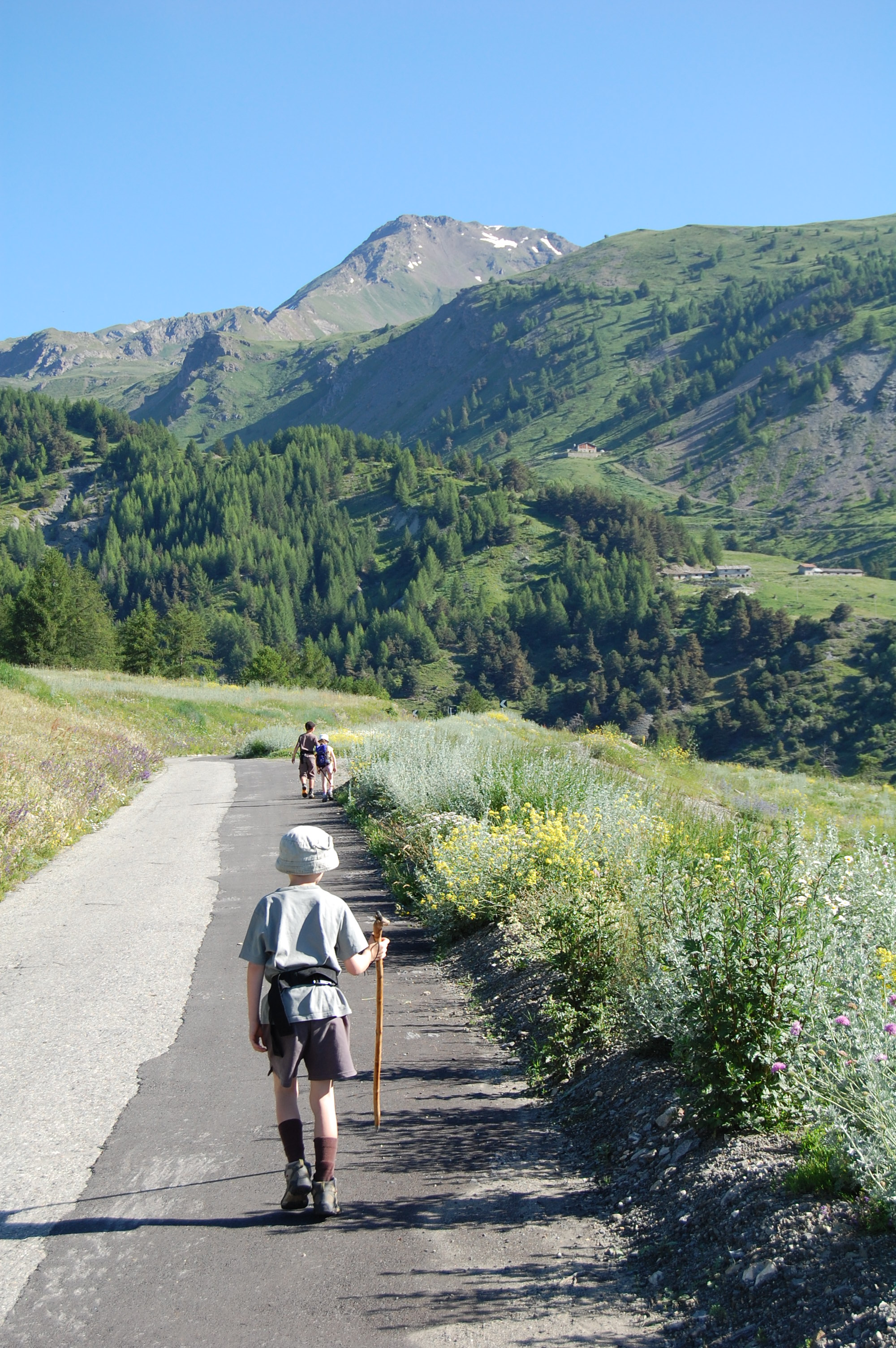
Mont Fallère au départ de Vétan (Saint-Pierre).
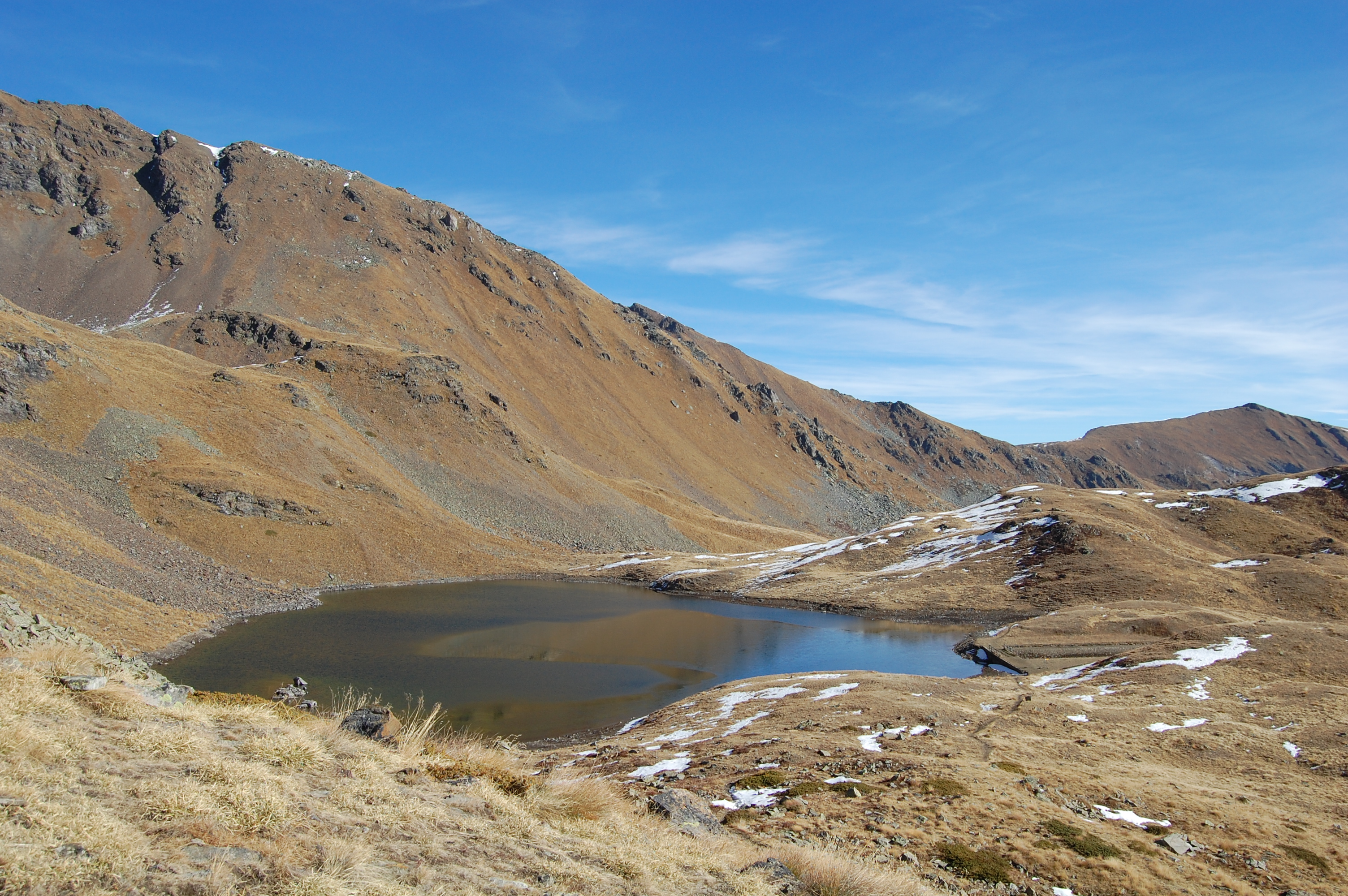
Au pied du mont Fallère, le lac éponyme.